# Зубата акула чорна
Зубата акула чорна (Centroscyllium fabricii) — акула з роду Зубата акула родини Ліхтарні акули. Інші назви «акула-негр», «акула Фабріція» (на честь данського натураліста Отто Фабріція).

## Опис
Загальна довжина досягає 107 см. Голова невелика. Очі великі, овальні. За ними розташовані невеликі бризкальця. Ніс помірної довжини. Рот зігнутий. Зуби дрібні, з 3 верхівками (інколи з 5-ма) та високою середньою верхівкою. Загалом має 68 зубів, по 34 однакових зуба на верхній та нижній щелепах. Тулуб помірно товсте, стиснуте з боків. Шкіряні луски короткі, конусоподібні, мають гачкові горбики та зіркоподібну основу. Ця луска доволі щільно розташована на тілі. Має 2 спинних плавця з невеликими рифленими шипиками. Перший спинний плавець розташовано між грудними та черевними плавцями. Другий спинний плавець — за черевними плавцями. Черево довге з окремими ділянками з біолюмінесцентною речовиною, яке здатне світитися у темряві. Хвостове стебло коротке. Анальний плавець відсутній.
Забарвлення суто чорне або чорно-коричневе. Звідси походить назва цієї акули. Інколи над черевними плавцями або збоку на верхній лопаті хвостового плавці присутні розмиті чорні відмітини. Шипи мають білий колір, очі — зеленуватого забарвлення.

## Спосіб життя
Тримається на глибині від 350 до 1600 м, зазвичай 550–1000 м. Воліє до зовнішні ділянок континентального шельфу. Зрідка підіймається вище до поверхні, самиці плавають нижчі за самців. У весняні місяці утворює групи за статтю та віком. Активний хижак. Живиться переважного головоногими молюсками (насамперед кальмарами та невеличкими восьминогами), а також ракоподібними, невеликою костистою рибою, зокрема морським окунем.
Статева зрілість настає при розмірі 58-70 см. Це яйцеживородна акула. Самиця народжує від 4 до 40 акуленят завдовжки 15 см.
Не є об'єктом промислового вилову. Спіймані акули використовуються задля виготовлення рибного борошна.

## Розповсюдження
Мешкає від Гренландії до Мексиканської затоки (в районі штату Алабама), від Ісландії до Гібралтарської протоки, потім уздовж африканського узбережжя до Сьєрра-Леоне. Окремі ареали існують біля Намібії та ПАР, а також біля південної Аргентини.